# Weiden-Runzelschorf
Der Weiden-Runzelschorf (Rhytisma salicinum) ist ein Schlauchpilz aus der Familie der Rhytismataceae. Er verursacht die Teerfleckenkrankheit an Weiden – analog zum Ahorn-Runzelschorf an Ahornen.

## Merkmale

### Makroskopische Merkmale

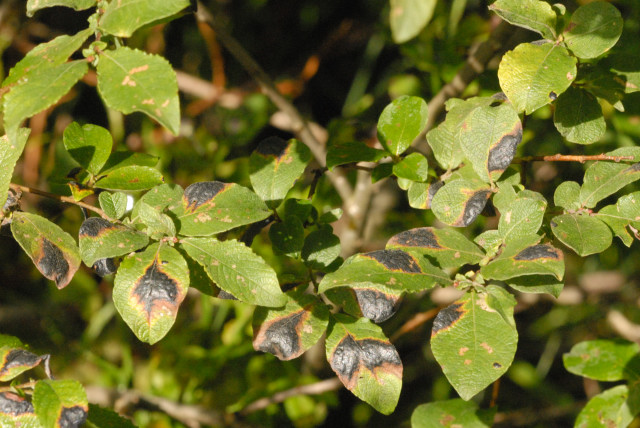
Befallsbild des Weiden-Runzelschorfs (Rhytisma salicinum) im Konidienstadium

Der Fruchtkörper ist ungefähr 2 bis 5 mm breit und besitzt eine runzelige Oberfläche. Er besteht aus rundlichen, schwarzen und gelbrandigen Stromata, die sich zunächst im Inneren der Blätter entwickeln und diese aufwölben. Im Frühjahr markieren strohfarbige Fruchtscheiben die Stellen, an denen die Blätter später aufreißen.

### Mikroskopische Merkmale
Die farblosen und etwas gebogenen Ascosporen sind 60–90 Mikrometer lang und 1,5–3 Mikrometer breit. Die zylindrischen Konidosporen haben eine Länge von 5 bis 6 Mikrometern.

## Ökologie
Der Weiden-Runzelschorf befällt verschiedene Weiden-Arten, vor allem Sal-Weide, Ohr-Weide und Korb-Weide. In den Alpen oberhalb der Baumgrenze besiedelt die Art auch die Netz-Weide und Stumpfblättrige Weide.